# 里爾主教座堂
里爾圣母圣殿主教座堂（法語：Basilique-cathédrale Notre-Dame-de-la-Treille de Lille）是位於法國北部城市里爾的一座羅馬天主教的教堂，也是法國的國家紀念建築。里爾主教座堂自1913年起就是天主教里爾總教區的主教座堂。教堂的名稱來自於一座12世紀的聖母瑪利亞的雕像。

## 外部連結
- Location （页面存档备份，存于）
- Pictures of Notre Dame de la Treille （页面存档备份，存于）

50°38′24″N 3°3′44″E / 50.64000°N 3.06222°E